# گیتار لید
گیتار لید، گیتاری است که در قطعه‌های موسیقی سبک‌های راک، متال، بلوز، جَز و پاره‌ای اوقات پاپ وظیفهٔ اجرای ملودی‌ها، پاساژهای پرکننده و تک‌نوازی‌ها را بر عهده دارد. گیتار لید در بیشتر مواقع صدایی زیرتر و واضح تر از گیتار ریتم دارد.
برای اجرای بخش‌های لید، گیتاریست گام‌ها، مدها، آرپژها، لیک‌ها و ریف‌های مختلف را به‌کار می‌گیرد تا با استفاده از تکنیک‌های مختلف قطعه را اجرا کند. نوازندگان گیتار راک، متال، بلوز، جَز، فیوژن و بعضی شاخه‌های پاپ، اغلب از شیوه‌های پیکینگ آلترنیت، سویپ، اکونومی و بعضی تکنیک‌های اجرای پیوسته مانند همر آن و پول آف بهره می‌برند تا بتوانند سولوها و ریف‌ها را با بالاترین سرعت اجرا کنند. پیکینگ در قسمت فرت‌ها (مانند تپینگ) یا به‌کارگیری وسایل الکترونیکی و تقویت کنندهٔ کمکی (که روی گیتار نصب نشده‌اند) از ترفندهای دیگری هستند که لید گیتاریست‌ها به آن‌ها متوسل می‌شوند. برخی از لید گیتاریست‌ها با استفاده از بخش‌هایی از بدن‌شان مانند دندان و پا به‌جای انگشت‌ها، بخش‌های لید را اجرا می‌کنند که البته تکنیک‌هایی برای تحت تأثیر قرار دادن بیشتر شنونده هستند. نوازندگان گیتار بلوز و برخی دیگر سبک‌ها بخش‌های لید را به‌صورت «سؤال و پاسخ» که با تکنیک‌های بندینگ، ویبراتو و اسلاید مزین شده‌اند، اجرا می‌کنند.